# Rode zakpijp
De rode zakpijp (Halocynthia papillosa) is een solitaire, rood gekleurde soort zakpijp met een stevige leerachtige mantel die tot 10 cm hoog kan worden. Deze zakpijp komt veel voor in de Middellandse Zee, in grotten en op schaduwrijke rotsen beneden de getijdenzone. De wetenschappelijke naam van de soort werd, als Tethyum papillosum, voor het eerst geldig gepubliceerd in 1765 door Johan Ernst Gunnerus.

## Bouw

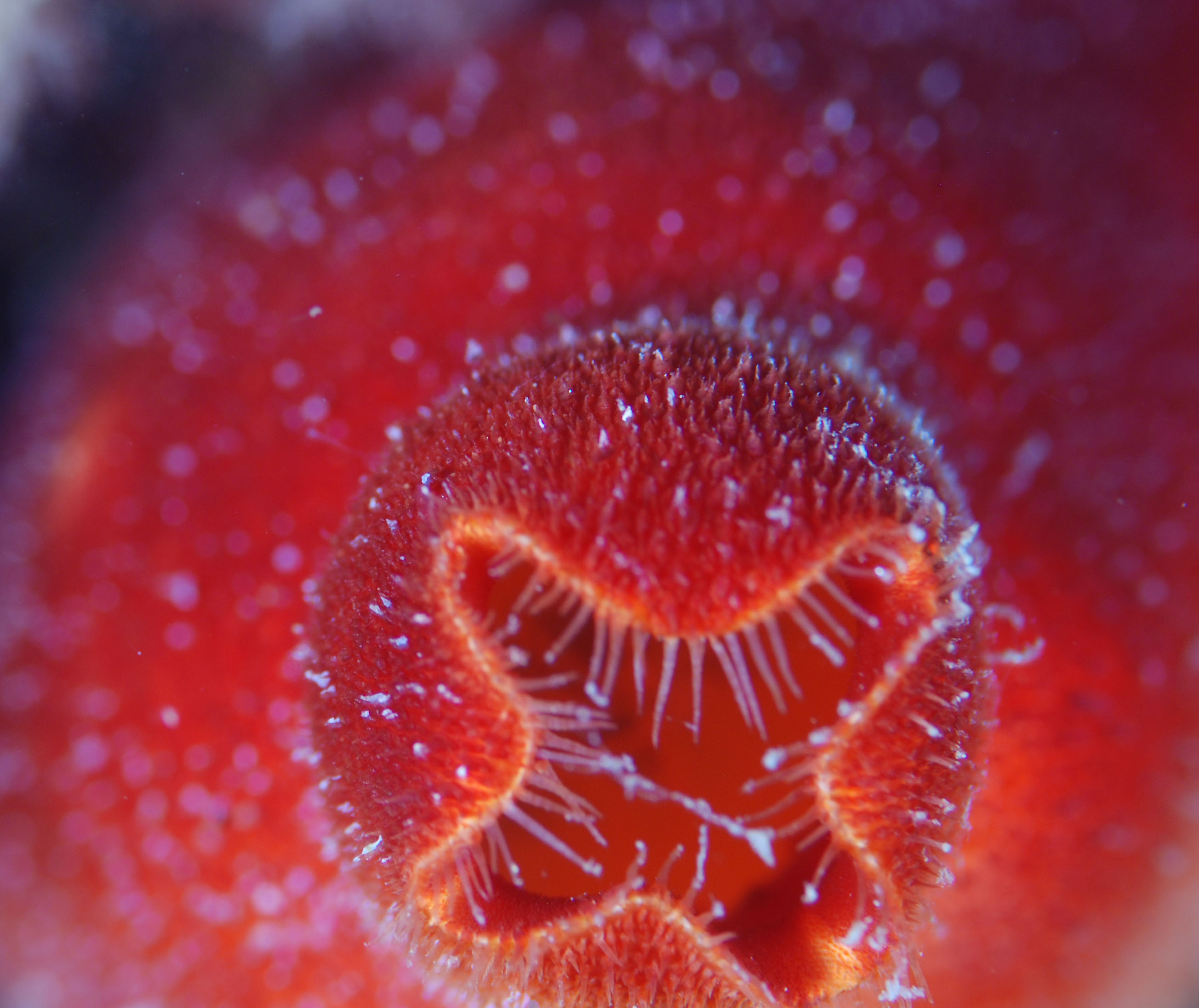
Rode zakpijp (detail instroomopening met borstels)

De rode zakpijp is een solitaire zakpijp die over het algemeen 10 cm hoog wordt maar 20 cm kan worden. Het lichaam is eivormig, de rode mantel is kraakbeenachtig, ruw met een korrelig oppervlak. De sifons zijn ver weg: de instroomopening (orale sifon) is eindstandig en de uitstroomopening (atriale sifon) bevindt zich halverwege het lichaam. Stijve borstelharen, gebruikt als gevoelige elementen, omringen de sifons. De rode zakpijp kan bij verstoring samentrekken en zijn sifons sluiten. Het instromende water komt in een kieuwdarm die het instromende water uitfiltert, waarna het weer in de uitstroomopening komt. Het dier hecht zicht aan de ondergrond met een soort worteltjes.

## Verspreiding
De rode zakpijp kan gevonden worden in de Noordoost-Atlantische Oceaan, de westelijke Stille Oceaan, langs de Portugese kust en de Middellandse Zee. Deze soort komt voor op een diepte van 2 tot 100 meter. Hij hecht zich aan rotsen en uitsteeksels, of tussen zeegras van het geslacht Posidonia.